# Reggie de Jong

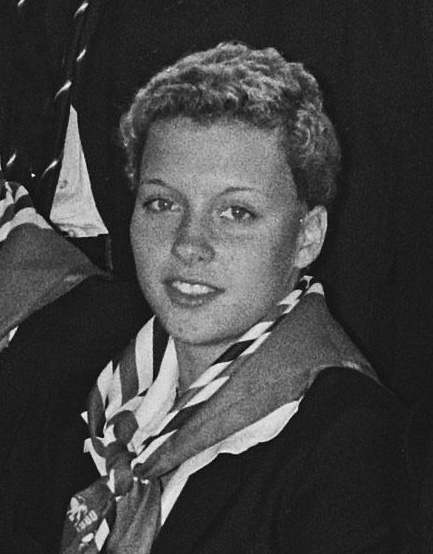
Reggie de Jong in 1980

Regina (Reggie) Constance de Jong (Hilversum, 7 januari 1964) is een Nederlands voormalig wedstrijdzwemster en huidig bestuurder.
De Jong zwom bij De Robben in Hilversum en won met het Nederlands team een bronzen medaille op de 4x100 meter vrijeslag estafette op de Olympische Zomerspelen in 1980. Op de 4x200 meter vrijeslag estafette werd ze met het Nederlands team derde op het Europees kampioenschap in 1983.
Sinds 2009 heeft De Jong een eigen bedrijf nadat ze eerder onder meer bestuursvoorzitter van Ordina BPO en lid van de Raad van Bestuur van DSB Bank was.